# Hoofdtelwoord
Een hoofdtelwoord is een telwoord dat een aantal weergeeft. Voorbeelden zijn: een, twee, vijftien, achtentachtig, honderd. Ook nul is een hoofdtelwoord. Er zijn bepaalde en onbepaalde hoofdtelwoorden. Andere telwoorden zijn de rangtelwoorden.
In werkelijkheid is er maar een beperkt aantal hoofdtelwoorden. De meeste getallen worden weergegeven door een combinatie van telwoorden. De basisgroep van hoofdtelwoorden bestaat uit:
- een, twee, drie, vier, vijf, zes, zeven, acht, negen, tien, elf, twaalf, dertien, veertien, twintig, dertig, veertig, vijftig, zestig, zeventig, tachtig, negentig, honderd, duizend, miljoen, miljard en biljoen.

Daarnaast zijn er nog enkele woorden voor de volgende machten van tien:
- biljard, triljoen, triljard, quadriljoen, quadriljard, ..., centiljoen, centiljard, milliljoen, milliljard en bovendien googol en googolplex.

Eigenlijk zijn de telwoorden uit deze beide rijen vanaf miljoen zelfstandige naamwoorden. Er wordt namelijk meestal één voor gezet.
Woorden als: nul, geen, paar, beide, dozijn, gros worden ook tot de (bepaalde) hoofdtelwoorden gerekend, omdat ze aan het aantal van 0, 2, 12 of 144 worden gekoppeld.

## Schrijfwijze
Telwoorden van 1 tot 1000 worden aan elkaar geschreven: vijftien, zevenenvijftig, negenennegentig, honderdeneen of honderdeen, honderdvijftien, negenhonderdnegenennegentig.
Veelvouden van honderd, duizend en miljoen worden aan elkaar geschreven, ook de combinaties van die woorden: vijfhonderd, achtduizend, negenhonderdduizend.

### Een of één
Om het woord een (één) te onderscheiden van het accentloze lidwoord een ('n), krijgt het alleen accentstreepjes als uit het zinsverband niet kan worden opgemaakt dat het als zodanig moet worden uitgesproken.
We nemen er nog een.
Een en ander hoeft geen betoog.
Een van de kleinste.
Een der grootste.
Een is wel genoeg.
Er staat daar één huis.

## Breuken
Bij breukgetallen worden rangtelwoorden gecombineerd met hoofdtelwoorden.

## Onbepaalde hoofdtelwoorden
Onbepaalde hoofdtelwoorden zijn die waaraan niet kan worden afgelezen om welk aantal het precies gaat.
- al, alle, allemaal, enig(e), enkel(e), ettelijke, evenveel, genoeg, hoeveel, luttel, meer, meerdere, meest, menig(e), minder, minst(e), niemendal, sommige, tig, veel (vele), verscheiden(e), verschillende, weinig(e), voldoende, wat, zat, zoveel

nul ·
een ·
twee ·
drie ·
vier ·
vijf ·
zes ·
zeven ·
acht ·
negen ·
tien ·
elf ·
twaalf ·
dertien ·
veertien ·
vijftien ·
zestien ·
zeventien ·
achttien ·
negentien ·
twintig
achterzetsel · bijwoord · ideofoon · lidwoord · naamwoord (bijvoeglijk · eigennaam · zelfstandig) · telwoord (hoofdtelwoord · rangtelwoord · telbijwoord) · tussenwerpsel · voegwoord · voornaamwoord (aanwijzend · betrekkelijk · bezittelijk · onbepaald · persoonlijk · temporeel · uitroepend · vragend · wederkerend · wederkerig) · voorzetsel · werkwoord